# Satinieren (Papierherstellung)
Satinierung ist ein Verfahren bei der Papierherstellung.
Papiere, die für ihren Verwendungszweck (z. B. Kunstdruck) eine zu geringe Oberflächenqualität besitzen, bekommen in einem Kalander durch eine große Anzahl von beheizten Stahlgusswalzen (Glättwalzen) eine glatte Oberfläche (siehe hierzu: Satinagemulde).
Papiere, die mehrmals den Kalander durchlaufen und dadurch eine sehr glatte Oberfläche erhalten, nennt man hochsatinierte Papiere.
Siehe auch: Satinage.